# Viroïde

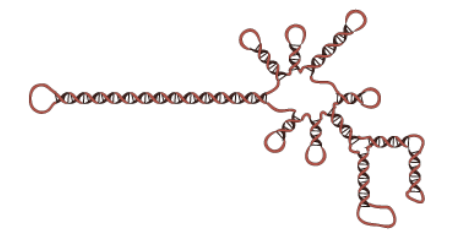

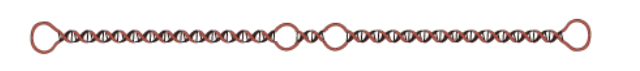

Een viroïde is een relatief kort enkelstrengs-RNA of enkelstrengs-DNA-molecuul. Van deze laatste zijn er maar enkele bekend; de meeste viroïden bestaan uit RNA. Een viroïde kan vergeleken worden met een virus, maar het is veel kleiner en heeft geen eiwitmantel. Een viroïde is dus anders gezegd een 'naakt virus'. Viroïden kunnen voor zover nu bekend alleen in planten vermenigvuldigd worden.
Viroïden veroorzaken ziektes bij planten, zoals aardappel, tomaat, komkommer en hop. Er zijn ruim dertig soorten bekend.
Het eerste viroïde dat werd ontdekt is aardappelspindelknolviroïde (PSTVd). Het is in 1971 ontdekt door de Amerikaan Theodor Diener.

## Kunstmatig geproduceerde viroïden
Viroïden worden ook kunstmatig gemaakt voor gebruik bij genetische manipulatie. Onder bepaalde omstandigheden is het mogelijk een bestaand virus kunstmatig te degenereren tot een viroïde, die dan alleen nog bestaat uit nucleïnezuur dat zichzelf kan laten vermeerderen in de plant. Als deze viroïde samen met het oorspronkelijke virus kunstmatig vermeerderd wordt onder toevoeging van nucleïnezuren en aminozuren, krijgen de viroïden de overhand over de virussen doordat ze sneller vermeerderd worden.

## Bekende soorten
Er zijn 33 soorten viroïden bekend.
- Familie: Pospiviroidae
  - Geslacht: Apscaviroid
    - Soort: Apple dimple fruit viroid
    - Soort: Apple scar skin viroid
    - Soort: Australian grapevine viroid
    - Soort: Citrus bent leaf viroid
    - Soort: Citrus dwarfing viroid
    - Soort: Citrus viroid V
    - Soort: Citrus viroid VI
    - Soort: Grapevine yellow speckle viroid 1
    - Soort: Grapevine yellow speckle viroid 2
    - Soort: Perenblaasjeskankerviroïde (Pear blister canker viroid)

  - Geslacht: Cocadviroid
    - Soort: Citrus bark cracking viroid
    - Soort: Coconut cadang-cadang viroid
    - Soort: Coconut tinangaja viroid
    - Soort: Latent hopviroïde (Hop latent viroid)

  - Geslacht: Coleviroid
    - Soort: Coleus blumei viroid 1
    - Soort: Coleus blumei viroid 2
    - Soort: Coleus blumei viroid 3

  - Geslacht: Hostuviroid
    - Soort: Hopdwerggroeiviroïde (Hop stunt viroid)

  - Geslacht: Pospiviroid
    - Soort: Chrysantendwergziekteviroïde (Chrysanthemum stunt viroid)
    - Soort: Citrus exocortis viroid
    - Soort: Columnea latent viroid
    - Soort: Iresine viroid 1
    - Soort: Mexican papita viroid
    - Soort: Pepper chat fruit viroid
    - Soort: Aardappelspindelknolviroïde
    - Soort: Tomato apical stunt viroid
    - Soort: Tomato chlorotic dwarf viroid
    - Soort: Tomato planta macho viroid
- Familie: Avsunviroidae
  - Geslacht: Avsunviroid
    - Soort: Avocado sunblotch viroid

  - Geslacht: Elaviroid
    - Soort: Eggplant latent viroid

  - Geslacht: Pelamoviroid
    - Soort: Chrysantenbontviroïde (Chrysanthemum chlorotic mottle viroid)
    - Soort: Perzikzwakmozaïekviroïde (Peach latent mosaic viroid)